# Åsa Karlström
Åsa Karlström, född 2 oktober 1965, är en svensk låtskrivare, välgörare och vårdbiträde.

## Biografi
Åsa Karlström växte upp under svåra förhållanden i Stockholm och hamnade senare i Sköndal. Upplevelserna från barndomen inspirerade henne till att ägna sig åt välgörenhet.
Karlström fick sitt genombrott med 2005 med låten "Varför" som framfördes av dansbandet Fernandoz. Texten till en av låtarna hon skrivit, Skicka mig ett vykort som framfördes av dansbandet Thorleifs 2007, användes 2008 av Posten i Sverige som vykort. 2022 hade hon skrivit över 800 dansbandstexter. Karlström skrev låten "Runaway" med Rune Rudberg som medverkade i norska Melodi Grand Prix, och har vunnit två Guldklaven samt tio guldplattor.
Karlström samlar årligen in julklappar till barn i familjer med ekonomiska svårigheter. Hon har bland annat arrangerat välgörenhetskonserter i Karlskoga kyrka för att samla in pengar till djur- och äventyrsparksresor, genom fonden "I kärlekens tecken". 2016 nominerades hon till "Årets vardagshjälte" av Aftonbladet.

## Låtar skrivna av Åsa Karlström
- "Då världen var vi*"
  - Inspelad av Gamblers 2004

- "Låt oss skriva historien"
  - Inspelad av Wahlströms 2005

- "Minnenas promenad" (skriven tillsammans med Peter Andersson)
  - Inspelad av Hans Martin 2005

- "Skicka mig ett vykort"
  - Inspelad av Thorleifs 2007

- "Sommaren med dig" (skriven tillsammans med Peter Andersson)
  - Inspelad av Mats Bergmans 2004

- "Säg säg säg"
  - Inspelad av Susan Sonntag 2006

- "Varför" (skriven tillsammans med Mats Larsson)
  - Inspelad av Fernandoz 2005

- "Vi tänder ett ljus"
  - Inspelad av Sannex 2003

- "Älskar du mig ännu?" (skriven tillsammans med Mats Larsson)
  - Inspelad av Grönwalls 2005